# Ridder (ridderorde)

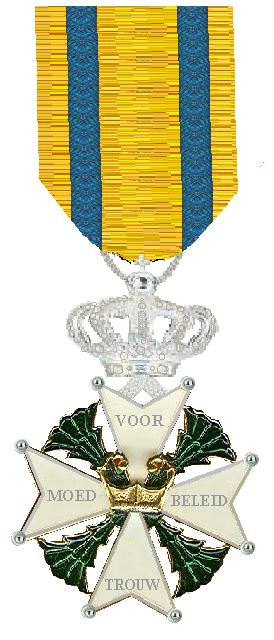
Een typisch ridderkruis in zilver; de Militaire Willems-Orde

Ridder is een rang in een ridderorde of ridderlijke orde. In de oudste orden, de kruisvaarders- en hospitaalorden van de 12e eeuw, was sprake van een gemeenschap van ridders, bereden edellieden, die elkaars gelijke waren. In de loop der eeuwen ontwikkelde zich een hiërarchie met baljuws en commandeurs. In een aantal orden is er maar één rang; die van ridder.
De ridders in een aantal ridderlijke orden valt uiteen in klassen als "ridder van Gratie en Devotie" en rechtsridder. Naast de ridders en dames van Eer en Devotie (adel met een titel of predicaat dat teruggaat tot voor 1855) en ridders en dames van Gratie en Devotie ("jongere" adel vanaf 1855), kent de Orde van Malta de niet-adellijke ridders en dames van Magistrale Gratie.
In moderne orden van verdienste is ridder vaak de laagste rang. Men heeft lang gemeend dat een dame geen ridder kan zijn. Met dit argument werden ook de Nederlandse orden lang ongeëmancipeerd gehouden. Nu kunnen dames "ridder" zijn. Er zijn orden, onder andere in het Verenigd Koninkrijk, waar een dame geen ridder maar "dame" of "Lady Companion" is.
In de 18e eeuw was het nog vanzelfsprekend dat hij die ridder in een orde werd, ook de daarbij behorende status van een edelman verwierf. De operacomponist Christoph Willibald Gluck werd door de paus in de Orde van de Gulden Spoor opgenomen en noemde zich daarna steeds "Ritter von Gluck". In de 19e eeuw werd het ridderschap steeds meer een pure eretitel waaraan men geen rechten en vaak nog maar weinig prestige kon ontleden.
In de Nederlandse orden is men ridder of men is in een andere graad in de orde opgenomen. De Militaire Willems-Orde kent ridders in vier klassen en de orden van de Nederlandse Leeuw en de Oranje-Nassau kennen ridders en ridders-grootkruis.

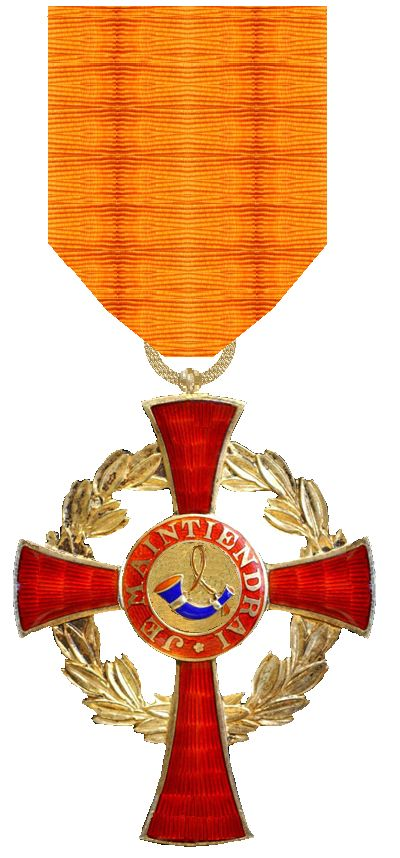
Ridder-kruis, nu "Erekruis" van de Huisorde van Oranje

De Huisorde van Oranje kende tot 1969 ridders. In strijd met de adviezen van haar raadslieden veranderde koningin Juliana de statuten en werd de graad van "erekruis" geschapen. Zo werd de orde een lichaam zonder menselijke leden wanneer men van de grootmeesteres zelf afziet.
Alle Belgische orden kennen ridders.
Meestal zijn ridderkruisen van zilver terwijl de hogere graden van "goud", meestal is dat verguld zilver, zijn. Men draagt ridderkruisen meestal aan een klein lint, zonder rozet, op de linkerborst. De ridderlijke orden kennen ridderkruisen die men om de hals draagt.
Het "ridderkruis" van de Duitse Orde van het IJzeren Kruis is in zoverre misleidend dat de drager geen ridder was.
De orden van de Sovjet-Unie en de socialistische orden vermeden het woord ridder en lieten in het midden of men "lid" van een dergelijke orde was. Ook in tal van andere orden vindt men alleen een "vijfde klasse".

## Dagelijks gebruik
De voorgeschreven knoopsgatversiering of "lintje" van een ridder is overal ter wereld een strikje van het lint. Ook op een baton op een uniform vind je de kleuren van het lint terug. De batons van de ridders zijn bij sommige orden smaller dan die van de hoogste graden van dezelfde orde.